# Сампсон Странноприимец
Сампсон Странноприимец (греч. Σαμψὼν ὁ φιλόξενος, Sampsón ho philóxenos) — полулегендарный житель Рима и Константинополя, священник, покровитель бедных и врач, живший в конце IV века. Ныне почитается как святой в Восточном христианстве.
Согласно легенде, родился в Риме в семье богатых и знатных родителей; получил хорошее образование. Изучил врачебное искусство, чтобы помогать больным. Унаследовав после смерти родителей большое состояние, Сампсон подавал щедрую милостыню бедным и отпустил на волю своих рабов. Переселившись в Константинополь, он устроил дом для странников, нищих и больных, посвятив ему всё своё имение, время и знания: там он предоставлял им бесплатно кров, еду и медицинскую помощь. Патриарх рукоположил его в пресвитера. 
Позднейшая византийская традиции сделала Сампсона современником императора Юстиниана, излечившим правителя Византии от недугов. В награду император построил по его просьбе странноприимный дом и бесплатную больницу, в которых поставил начальником Сампсона; это учреждение на сотни лет стало крупнейшей бесплатной больницей Константинополя. 
Сампсон был похоронен в церкви святого мученика Мокия, которая находилась рядом с одноимённой цистерной в западной части города. 
Имя  Сампсона как целителя и чудотворца воспоминается при таинстве елеосвящения. Память 27 июня по старому стилю. В этот день произошла Полтавская битва, в ознаменование памяти которой построены Сампсониевский собор в Санкт-Петербурге и Сампсониевская церковь на месте Полтавской битвы. Его имя также носят Большой и Малый Сампсониевские проспекты.